# 名古屋丸の内三郵便局
名古屋丸の内三郵便局（なごやまるのうちさんゆうびんきょく）は、愛知県名古屋市中区丸の内にある郵便局である。民営化前の分類では無集配特定郵便局であった。

## 概要
住所：〒460-0002 愛知県名古屋市中区丸の内三丁目14番32号 丸の内三丁目ビル1F
現在地に移転する以前は、日本郵政グループ名古屋ビル（旧日本郵政公社東海支社社屋、旧郵政省（郵政事業庁）東海郵政局庁舎）1階に設置されていた。
前述の移転前に入居していた建物は、2007年（平成19年）10月1日の民営化後、郵便局株式会社（現・日本郵便株式会社）が「日本郵政グループ名古屋ビル」として所有するもので、日本郵便株式会社東海支社、かんぽ生命保険名古屋支店、日本郵政株式会社中部ファシリティセンターが入居しているものだが、老朽化から将来的に再開発が検討が検討されており、最初に当局がグループの東海地区本部機能と別立地の対象とされた。
なお、ゆうちょ銀行名古屋支店は中区大須の名古屋中郵便局に併設されている。

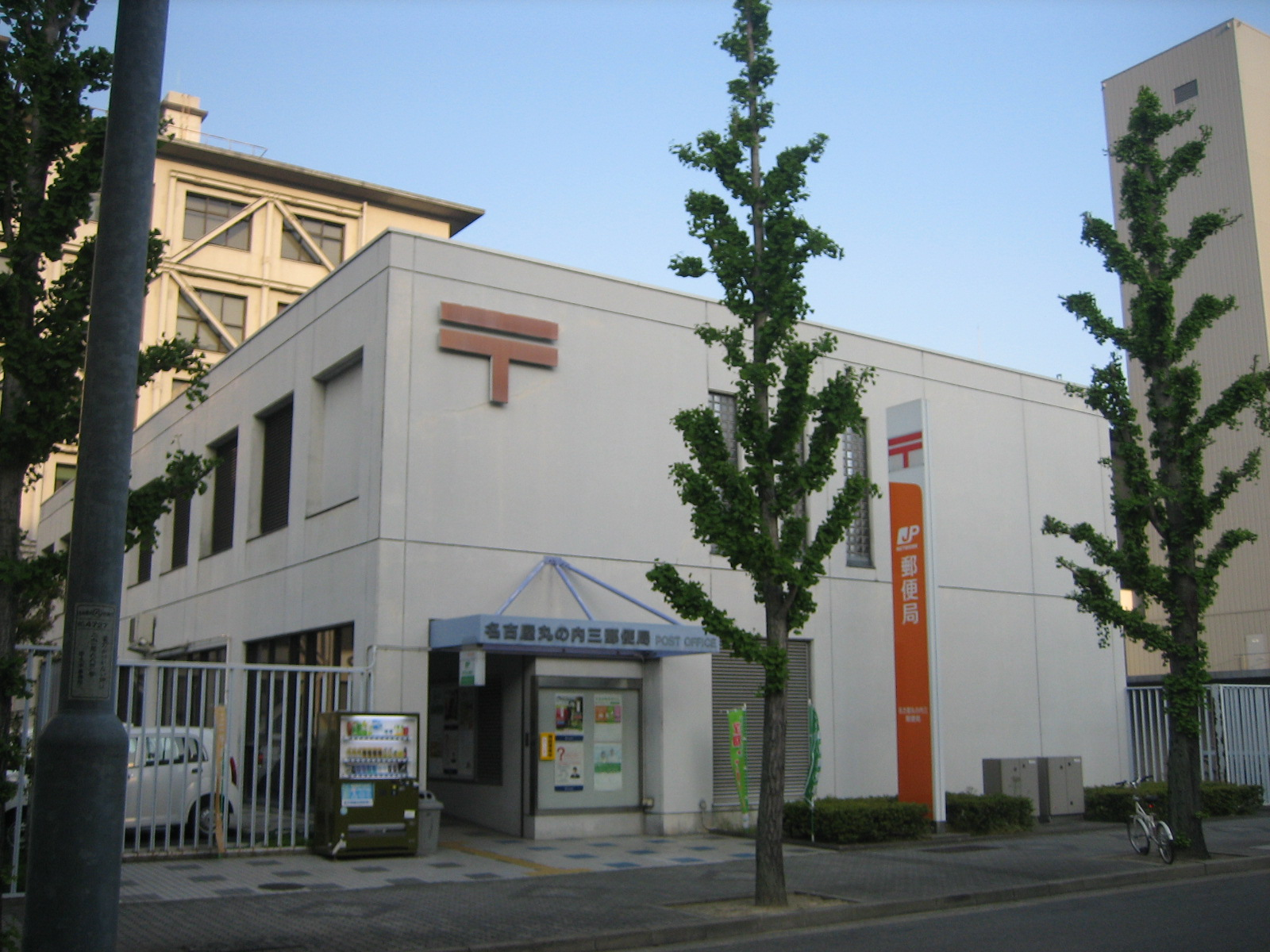
かつての名古屋丸の内三郵便局店舗

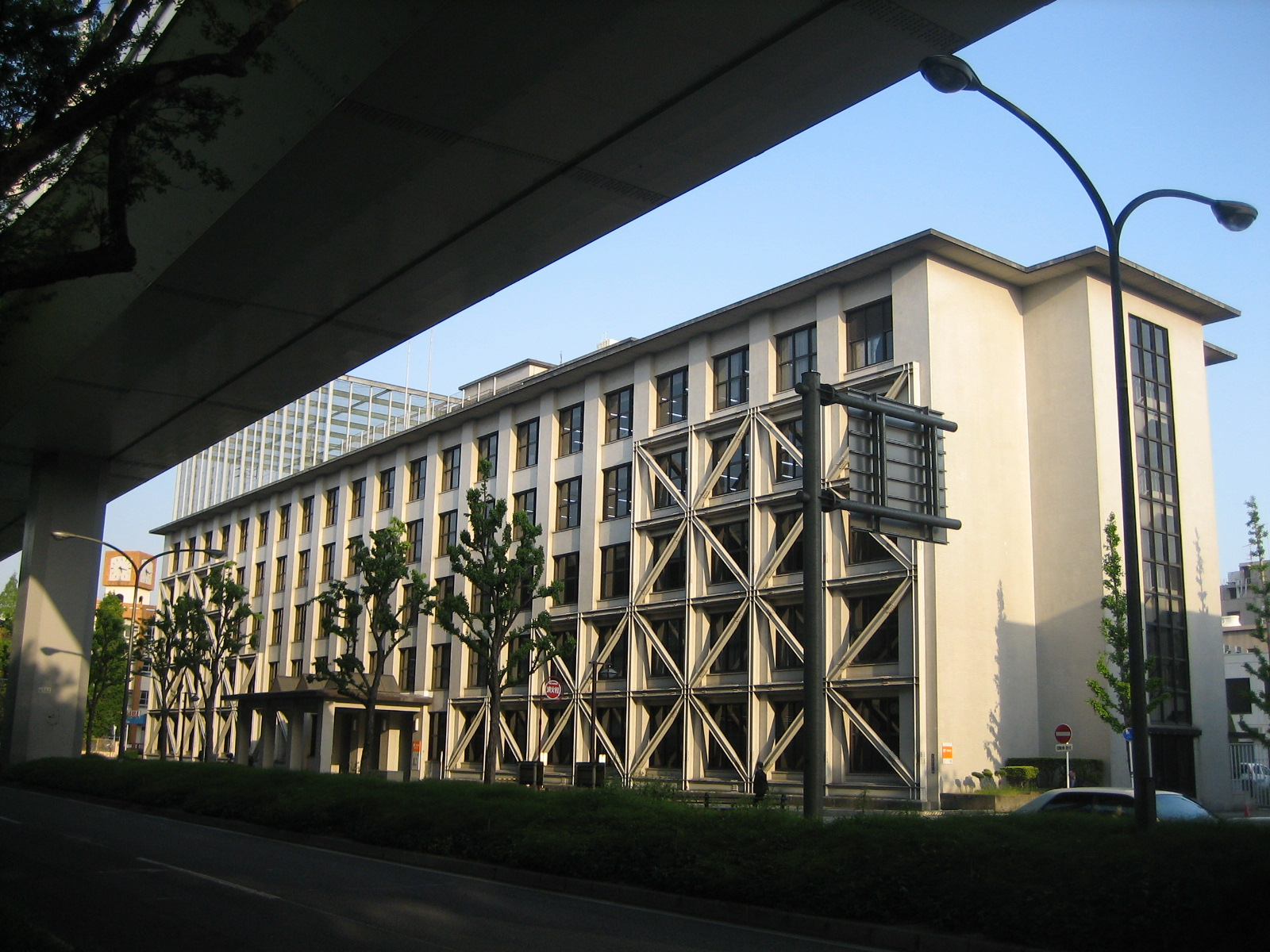
かつて、名古屋丸の内三郵便局が入居していた日本郵政グループ名古屋ビル

## 沿革
事実上の前身である、名古屋中央郵便局郵政局内分室の沿革については名古屋西郵便局#沿革を参照。
- 1996年（平成8年）4月1日 - 名古屋中央郵便局郵政局内分室を廃止。跡地に無集配特定郵便局である東海郵政局内郵便局を開局[1]。
- 2003年（平成15年）4月1日 - 公社化（日本郵政公社東海支社の発足）に伴い、名古屋丸の内三郵便局に改称。
- 2007年（平成19年）10月1日 - 民営化。
- 2012年（平成24年）10月1日 - 日本郵便株式会社発足。
- 2016年（平成28年）2月22日 - 店舗を、丸の内三丁目2番5号から、同14番32号へ移転。

## 取扱内容
- 郵便、印紙、ゆうパック、内容証明
- 貯金、為替、振替、振込、国債
- 生命保険、バイク自賠責保険
- 地方公共団体事務（名古屋市バス利用券、名古屋市電車利用券等の交付）
- ゆうちょ銀行ATM

## 周辺
- ゆうちょ銀行名古屋貯金事務センター
- 愛知県庁
- 名古屋市役所
- 愛知県警察本部
- 名古屋地方裁判所
- 名古屋高等裁判所
- 名古屋家庭裁判所

## アクセス
- 名古屋市営地下鉄鶴舞線・桜通線 丸の内駅から徒歩約5分もしくは名古屋市営地下鉄名城線 久屋大通駅から徒歩約10分
- 名古屋高速都心環状線 丸の内出口から南東へ約600m
- 駐車場なし